# Gli Ingannati
Gli Ingannati (in arabo: المخدوعون) è un film del 1972 diretto da Tewfik Saleh, basato sul romanzo Uomini sotto il Sole di Ghassan Kanafani.
Fu presentato alla Quinzaine des Réalisateurs del 25º Festival di Cannes.

## Trama
Dieci anni dopo la Nakba, tre uomini palestinesi rifugiati in Iraq tentano di emigrare in Kuwait attraverso il deserto per cercare lavoro.

## Distribuzione
Il film è stato restaurato dalla Film Foundation di Martin Scorsese e dalla Cineteca di Bologna.

## Riconoscimenti
- 1972 - Giornate cinematografiche di Cartagine
  - Tanit d'oro
- 1973 - Festival cinematografico internazionale di Mosca
  - In competizione[3]